# Tuzie
Tuzie – miejscowość i gmina we Francji, w regionie Nowa Akwitania, w departamencie Charente. W 2013 roku populacja ówczesnej gminy wynosiła 181 mieszkańców.
Dnia 1 stycznia 2019 roku połączono trzy wcześniejsze gminy: Courcôme, Tuzie oraz Villegats. Siedzibą gminy została miejscowość Courcôme, a nowa gmina przyjęła jej nazwę.